# Кукова
Кукова (слч. Kuková) насељено је мјесто са административним статусом сеоске општине (слч. obec) у округу Свидњик, у Прешовском крају, Словачка Република.

## Становништво
| Година:    | 1994. | 2004.   | 2014.   | 2024.   |
| ---------- | ----- | ------- | ------- | ------- |
| Број људи: | 691   | 710     | 723     | 737     |
| Разлика:   |       | +2,74 % | +1,83 % | +1,93 % |

| Година:    | 2023. | 2024.   |
| ---------- | ----- | ------- |
| Број људи: | 739   | 737     |
| Разлика:   |       | -0,27 % |

Према подацима о броју становника из 2024. године насеље је имало 737 становника.